# Жамбильський сільський округ (Айтекебійський район)
Жамби́льський сільський округ (каз. Жамбыл ауылдық округі, рос. Жамбылский сельский округ) — адміністративна одиниця у складі Айтекебійського району Актюбінської області Казахстану. Адміністративний центр та єдиний населений пункт — село Жамбил.
Населення — 529 осіб (2021; 838 у 2009, 1277 у 1999, 1502 у 1989).
Станом на 1989 рік існувала Джамбульська сільська рада (села Актастиколь, Джамбул) Комсомольського району.

## Склад
До складу округу входять такі населені пункти:
| Населений пункт   | Колишні назви | Населення, осіб (1989) | Населення, осіб (1999) | Населення, осіб (2009) | Населення, осіб (2021) |
| ----------------- | ------------- | ---------------------- | ---------------------- | ---------------------- | ---------------------- |
| Актастиколь, село | -             | 115                    | -                      | -                      | -                      |
| Жамбил, село      | Джамбул       | 1387                   | 1277                   | 838                    | 529                    |